# Cronat
Cronat település Franciaországban, Saône-et-Loire megyében. Lakosainak száma 510 fő (2022. január 1.). Cronat Gannay-sur-Loire, Saint-Martin-des-Lais, Montambert, La Nocle-Maulaix, Saint-Hilaire-Fontaine, Saint-Seine, Maltat és Vitry-sur-Loire községekkel határos.

## Népesség
A település népességének változása:
| Lakosok száma | 560  | 560  | 559  | 535  | 522  | 519  | 516  | 513  | 510  |
|               | 2013 | 2015 | 2016 | 2017 | 2018 | 2019 | 2020 | 2021 | 2022 |